# Chiriquia serrata
Chiriquia serrata är en insektsart som beskrevs av Morse 1900. Chiriquia serrata ingår i släktet Chiriquia och familjen torngräshoppor. Inga underarter finns listade i Catalogue of Life.